# Reeuwijk

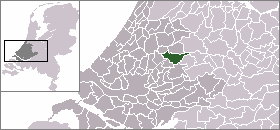
Reeuwijks läge i Zuid-Holland

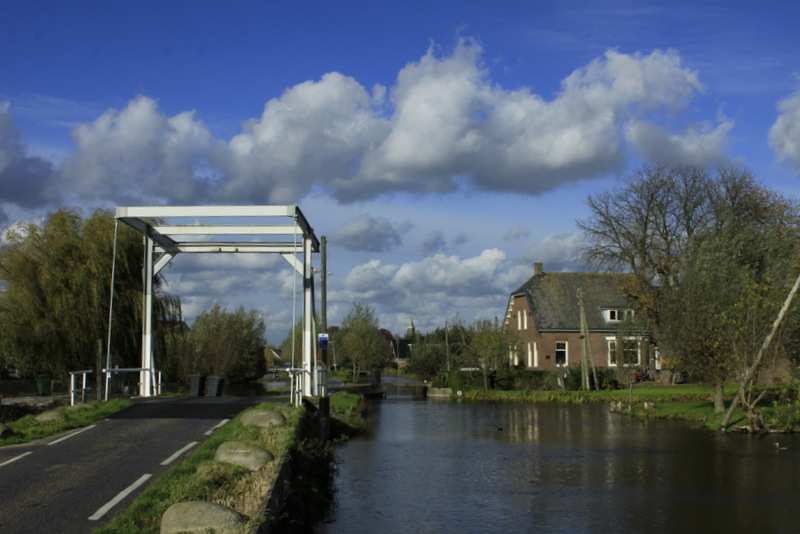
Aankomst in Reeuwijk-dorp

Reeuwijk är en historisk kommun i provinsen Zuid-Holland i Nederländerna. Kommunens totala area är 50,11 km² (där 11,89 km² är vatten) och invånarantalet är på 12 860 invånare (2004).